# Diogo da Silva e Mendonça

Bandeira de uso português na época da União Ibérica que segundo informações os ramos vem do nome Silva referente a Alenquer.

D. Diogo da Silva e Mendonça (em castelhano, Diego de Silva y Mendoza) foi um fidalgo espanhol de ascendência portuguesa, filho de Rui Gomes da Silva, Príncipe de Éboli e de Ana de Mendoza y La Cerda.
Foi vice-rei de Portugal de 1617 a 1621. O seu governo foi muito contestado, tendo sido substituído logo após a morte do rei que o nomeou, Filipe II de Portugal (III de Espanha).
Já detendo os títulos espanhóis de conde de Salinas, com a sua nomeação para o governo de Portugal recebeu do rei atrás referido o título de 1.º marquês de Alenquer (título português).
Do seu casamento com María Sarmiento, condessa de Salinas, descendem em Espanha os duques de Hijar.
D. Diogo da Silva e Mendonça atingiu a glória na literatura espanhola, sendo considerado um eminente poeta.